# Barrieretraktat
Barrieretraktat („Grenzschutzvertrag“) heißen die Verträge, in denen der Republik der Sieben Vereinigten Provinzen seitens Großbritanniens bzw. Österreichs Besatzungsrechte innerhalb des Festungsgürtels des sog. Pré carré zugestanden wurden. Gedacht war das Pré carré als eine Barriere gegen ein territoriales Ausgreifen Frankreichs auf Kosten der Spanischen bzw. die Österreichischen Niederlande.

## 1. Barrieretraktat
Während des Spanischen Erbfolgekriegs sicherte Großbritannien am 29. Oktober 1709 im ersten Barrieretraktat den Vereinigten Provinzen für die Zukunft den Besitz einer Reihe von festen Plätzen (Festungen und Befestigungen) zur Sicherung gegen Frankreich zu. Diese Plätze lagen in den Spanischen Niederlanden entlang der französischen Grenze.

## 2. Barrieretraktat
Der erste Vertrag wurde am 29. Januar 1713 durch einen zweiten ersetzt, der die britische Garantie auf das Besatzungsrecht in Veurne, Knokke, Ypern, Menen, Tournai, Mons, Charleroi und Namur einschränkte. Denn die Briten hatten den Franzosen bereits die Festungen Rijsel, Konde, Valencijn und Mabuse zugesagt.

## 3. Barrieretraktat
Nachdem die Friedensschlüsse von Utrecht und Rastatt die Spanischen Niederlande an Österreich übertragen hatten, wurde zwischen Österreich und den Vereinigten Niederlanden am 15. November 1715 ein dritter endgültiger Barrieretraktat abgeschlossen. Hierin wurde den Vereinigten Niederlanden zugestanden, in Veurne, Knokke, Ypern, Menen (Menin) und Doornik (Tournai) sowie in Namen (Namur) und Warneton das ausschließliche Besatzungsrecht auszuüben, während sie in Dendermonde und Roermond es nur gemeinsam mit Österreich anwenden durften. Zur Instandhaltung dieser Plätze sollte Österreich mit jährlich 500.000 Reichstalern aufkommen. 
Im Österreichischen Erbfolgekrieg wurden die Plätze von den Franzosen erobert und größtenteils geschleift. 1781 wurde der Barrieretraktat von Kaiser Joseph II. einseitig aufgehoben. Die Niederlande mussten 1782 die Barriereplätze räumen und verzichteten 1785 auch förmlich auf das Besatzungsrecht.

## Spätere Entwicklung
Im Zweiten Pariser Frieden (1815) musste Frankreich die Zahlung einer bedeutenden Summe zur Wiederherstellung dieser Plätze übernehmen, die nun im Königreich der Vereinigten Niederlande lagen. Mit der Errichtung des Königreichs Belgien fielen diesem ab 1830 die Barriereplätze zu.